# Estação ecológica de Maracá-Jipioca
A Estação Ecológica de Maracá-Jipioca é uma área protegida brasileira que faz parte do sistema nacional de unidade de conservação da natureza, do tipo estação ecológica e portanto pertencente ao grupo das unidades de conservação de proteção integral. Ela está localizada na região norte do estado do Amapá, na Ilha de Maracá, território do município de Amapá.
A estação, representativa do bioma da Amazônia, foi criada através do decreto nº. 86.061, emitido pela Presidência da República em 2 de junho de 1981. Ela se encontra sob a esfera administrativa do governo federal, sendo portanto seu órgão gestor o Instituto Chico Mendes de Conservação da Biodiversidade (ICMBio).

## Objetivo
O objetivo de sua criação é de preservar "amostras significativas de formações pioneiras em ambiente costeiro-marinho, sob influência do rio Amazonas".

## Estado de preservação
Segundo uma avaliação do ano de 2014, a biodiversidade da unidade se encontra em excelente estado de preservação, graças principalmente ao seu relativo isolamento, ocasionado pela dificuldade de acesso motorizado e regular, que são característicos da região. A visitação pública a esta unidade de conservação é vedada.

## Relevo
O relevo é extremamente plano.

## Flora
"Manguezais contendo quatro espécies arbóreas típicas deste ecossistema. Mata de Várzea e campos alagados associados a variação da maré e ao enorme volume de chuvas que caem na região".

## Fauna
Apresenta "inúmeras espécies de topo de cadeia além de animais ameaçados de extinção, tais como a onça pintada, o flamingo, o mero e o guará".